# Eimen
Eimen là một đô thị trong huyện Holzminden, bang Niedersachsen, Đức. Đô thị Eimen có diện tích 16,32 km², dân số thời điểm ngày 31 tháng 12 năm 2006 là 1078 người.